# Gonzalo García Pelayo
Gonzalo Garcia Pelayo Segovia (Madrid, 25 giugno 1947) è un imprenditore spagnolo.

## Biografia
Produttore di dischi e appassionato di matematica, ha guadagnato la fama per avere fatto grandi profitti giocando alla roulette nei casinò di tutto il mondo, dopo aver architettato un metodo legale per vincere, basato sull'analisi statistica delle estrazioni, al fine di individuare eventuali numeri favoriti, dovuti all'imperfezione della ruota.
Il metodo si basava sul fatto che i tavoli della roulette, come ogni altra macchina, inevitabilmente hanno delle imperfezioni meccaniche e che queste generano una tendenza che fa sì che alcuni numeri abbiano una probabilità di uscita superiore a quella teorica. Dopo aver raccolto i risultati di diverse migliaia di lanci e aver inserito i loro dati in un'applicazione per computer sviluppata per questo scopo, ha scoperto che una roulette specifica del Casinò di Madrid tendeva a privilegiare determinati numeri, sui quali conveniva scommettere.
Organizzatosi con alcuni membri della sua famiglia, principalmente i figli Iván e Vanessa, iniziò a giocare al Casinò Gran Madrid a partire dalla fine del 1991, riuscendo a vincere entro l'estate del 1992 all'incirca 70 milioni di pesetas in quel casinò. Il suo sistema era semplice: giocava solo ed esclusivamente i numeri ritenuti favoriti, senza preoccuparsi di mascherare la sua strategia e soprattutto senza lasciare la mancia ai croupier (sosteneva infatti "Io sto facendo un business mica beneficenza"). La direzione del casinò di Madrid, insospettita dalle modalità delle vincite, cominciò a segure le sue mosse più da vicino fino a quando, dopo una vincita di circa 500.000 euro in un solo giorno, vietò a Gonzalo Garcìa Pelayo e ai membri della sua famiglia di entrare nuovamente nel casinò. I membri della famiglia Pelayo iniziano pertanto a viaggiare per giocare in diversi casinò in tutto il mondo: Las Vegas, Australia, Austria, Danimarca, Olanda. In totale si stima che la famiglia García-Pelayo abbia guadagnato oltre 250 milioni di pesetas, anche se la cifra totale non è mai stata rivelata.
Il suo caso è diventata anche una battaglia legale che ha tenuto banco in Spagna per 10 anni. Nel 2004 il Tribunale Supremo spagnolo ha restituito nuovamente alla famiglia Pelayo il diritto di entrare in qualsiasi casinò di Spagna da dove era stata in precedenza bandita. La motivazione della sentenza fu che “non si può definire imbroglio, se il giocatore non interviene in alcun modo per influenzare il risultato del gioco”.
La storia di Gonzalo García Pelayo e della sua famiglia è stata soggetto di un libro The Fabulous Story of Los Pelayos (2003) e di un documentario Breaking Vegas: The roulette assault andato in onda su The History Channel. Il regista Eduard Cortés diresse nel 2012 un film di finzione, The Pelayos, liberamente ispirato agli eventi reali vissuti dalla famiglia Pelayo. Ha anche scritto altri tre libri, Imparare a giocare a poker con Los Pelayos, insieme a suo figlio Oscar, Good Morning, Energy e Betting on Victory. Nel 2006, ha aperto la sua scuola di poker online Los Pelayos Poker con i suoi figli Vanessa e Oscar, e ora è impegnato nelle scommesse sportive con suo figlio Pablo.